# 저도 (거제시)
저도(猪島)는 경상남도 거제시 장목면 유호리에 있는 섬이다. 면적은 2.2km2이다.

## 역사

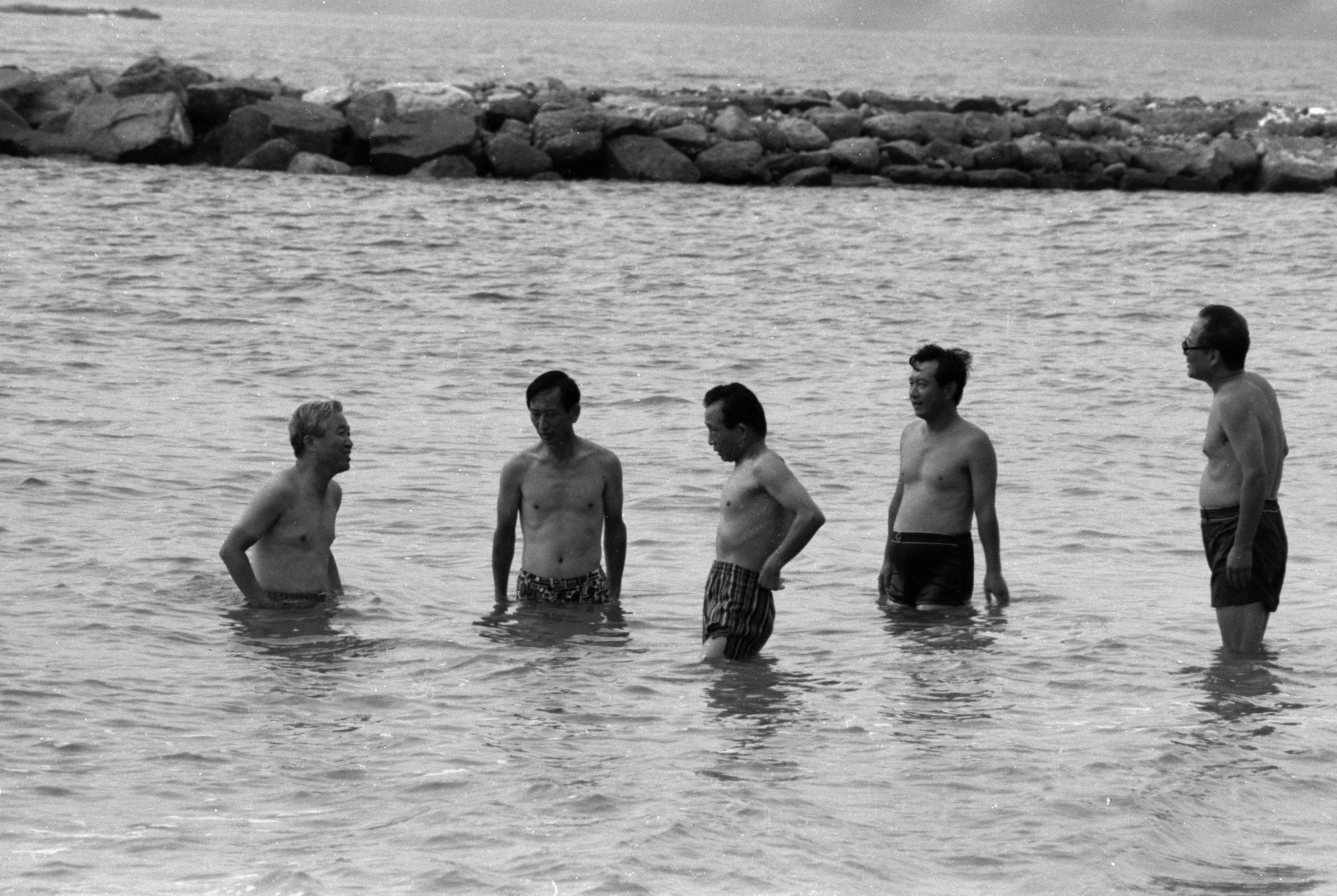
저도 앞바다에서 휴양 중인 박정희 대통령(1976)

1920년대 일본군이 군사시설을 만들었다. 한국 전쟁 때도 유엔 연합군의 군사시설로 쓰였고, 전쟁 후 국방부가 소유했다.
이승만 전 대통령이 여름 휴양지로 쓰기 시작한 뒤로 역대 대통령의 휴양지로 쓰였다. 박정희 전 대통령 때는 대통령 별장인 청해대가 들어섰다.
2010년 개통된 거가대로가 지나가지만 해군이 관리하고 있어 도로에서 밖으로 나가 섬으로 내려갈 수 없었다.
2019년 7월 문재인 대통령이 시민에게 환원하겠다고 밝혔다.

### 행정구역
1975년 10월 1일 장목면 저도·망와도는 진해해군기지와 행정구역을 일치시키기 위하여 진해시에 편입되었다가 1993년 11월 대통령 별장에서 해제된후 1993년 12월 1일 진해시 안곡동의 저도·망와도가 거제시로 환원되었다.

## 같이 보기
- 청해대